# Marcelo Medeiros
Pas d'image ? Cliquez ici
Marcelo Medeiros, né le 2 juillet 1989, est un pilote brésilien de rallye-raid, en quad. 

## Biographie
A l'age de 11 ans, il court en karting, et rêve déjà du Dakar. Il obtient sa première victoire en quad au Rallye dos Sertões de 2012. Il participe pour la première fois au Rallye Dakar 2016 et remporte sa première étape en 2017. Il remporte quatre étapes consécutives sur le Rallye Dakar 2023.

## Palmarès
- Rallye dos Sertões, vainqueur des éditions 2012, 2015, 2019, 2020 et 2022
- 3e du Desafío Ruta 40 en 2023

### Résultats au Rallye Dakar
| Année | Categorie | Marque            | Position         | Victoires d'etapes |
| ----- | --------- | ----------------- | ---------------- | ------------------ |
| 2016  | Quad      | Yamaha            | Abd. (5e étape)  | -                  |
| 2017  | Quad      | Yamaha            | Abd. (4e étape)  | 1                  |
| 2018  | Quad      | Yamaha            | 4e               | -                  |
| 2022  | Quad      | Yamaha 700 Raptor | 6e               | 3                  |
| 2023  | Quad      | Yamaha 700 Raptor | 9e               | 4                  |
| 2024  | Quad      | Yamaha 700 Raptor | Abd. (10e étape) | 3                  |